# 16th〜That’s J-POP〜
《16th 〜That's J-POP〜》是日本的女子偶像組合早安少女組。'21的第16枚原創專輯。於2021年3月31日發行。唱片公司為zetima。

## 概要
- 十五期成員北川莉央、岡村ほまれ、山﨑愛生加入後首次參與錄製的專輯。
- 與上一張原創專輯《⑮ Thank you, too》相距約3年4個月。
- 收錄第67張單曲《人生Blues / 青春Night》、第68張單曲《KOKORO&KARADA / LOVE PEDIA / 人際關係No way way》以及第69張單曲《純情Evidence / 只是想讓你抱緊我》，一共7首單曲A面曲。
- 本作分「初回限定盤」、「通常盤」2種版本。「初回限定盤」收錄了「モーニング娘。’21 無観客シークレットライブ」完整映像。
- Oricon週榜最高排名第2名，Oricon數位專輯排名第1名。

## 收錄內容

### CD（初回限定盤、CD盤）
- 第13首、14首除外，其他皆為淳君作詞・作曲。

1. （編曲：江上浩太郎）
2. 只是想讓你抱緊我（ギューされたいだけなのに）
（編曲：大久保薫）
第69張單曲，早安少女組。'20名義發行。
3. （編曲：大久保薫）
生田衣梨奈、石田亞佑美、小田櫻、加賀楓、森戶知沙希、岡村ほまれ演唱。
4. TIME IS MONEY!
（編曲：江上浩太郎）
佐藤優樹、野中美希、橫山玲奈、山﨑愛生演唱。
5. （編曲：平田祥一郎）
6. （編曲：江上浩太郎）
譜久村聖、牧野真莉愛、羽賀朱音、北川莉央演唱。
7. 純情Evidence（純情エビデンス）
（編曲：平田祥一郎）
第69張單曲，早安少女組。'20名義發行。
8. （編曲：平田祥一郎）
9. KOKORO&KARADA
（編曲：大久保薫）
第68張單曲，早安少女組。'20名義發行。
10. 人生Blues
（編曲：大久保薫）
第67張單曲，早安少女組。'19名義發行。
11. Hey! Unfair Baby
（編曲：鈴木俊介）
於『モーニング娘。'19 コンサートツアー秋 〜KOKORO&KARADA〜』先行披露。
12. （編曲：大久保薫）
13. LOVE PEDIA
（作詞:児玉雨子、作曲:オオヤギヒロオ、編曲：平田祥一郎）
第68張單曲，早安少女組。'20名義發行。
14. 人際關係No way way
（作詞:児玉雨子、作曲:オオヤギヒロオ、編曲：鈴木俊介）
第68張單曲，早安少女組。'20名義發行。
15. 青春Night
（Rap:Miss Monday、編曲：大久保薫）
第67張單曲，早安少女組。'19名義發行。

### DVD（初回限定盤）
1. OPENING
2. 純情エビデンス
3. 青春Night
4. MC
5. KOKORO&KARADA
6. 人生Blues
7. MC
8. Hey! Unfair Baby
9. ENDING

- 特典印象

1. （Another Edit.）
2. 純情エビデンス（Another Edit.）
3. ～（Another Edit.）
4. 製作花絮
5. 成員對談!! Album「16th～That's J-POP～」

### 參加成員
- 九期成員：譜久村聖、生田衣梨奈。
- 十期成員：石田亞佑美、佐藤優樹。
- 十一期成員：小田櫻。
- 十二期成員：野中美希、牧野真莉愛、羽賀朱音。
- 十三期成員：加賀楓、橫山玲奈。
- 十四期成員：森戶知沙希。
- 十五期成員：北川莉央、岡村ほまれ、山﨑愛生。